# هنري هيل
هنري هيل (7 يوليو 1878 بأديلايد في أستراليا - 30 أكتوبر 1906 في أستراليا)  (بالإنجليزية: Henry Hill)‏ هو لاعب كريكت أسترالي. لعب مع فريق جنوب أستراليا للكريكت ‏.

## وصلات خارجية
- هنري هيل على موقع إي آس بي آن كريك إنفو (الإنجليزية)